# UBE2A
UBE2A (англ. Ubiquitin conjugating enzyme E2 A) – білок, який кодується однойменним геном, розташованим у людей на X-хромосомі. Довжина поліпептидного ланцюга білка становить 152 амінокислот, а молекулярна маса — 17 315.
| 10         |  | 20         |  | 30         |  | 40         |  | 50         |
| ---------- |  | ---------- |  | ---------- |  | ---------- |  | ---------- |
| MSTPARRRLM |  | RDFKRLQEDP |  | PAGVSGAPSE |  | NNIMVWNAVI |  | FGPEGTPFED |
| GTFKLTIEFT |  | EEYPNKPPTV |  | RFVSKMFHPN |  | VYADGSICLD |  | ILQNRWSPTY |
| DVSSILTSIQ |  | SLLDEPNPNS |  | PANSQAAQLY |  | QENKREYEKR |  | VSAIVEQSWR |
| DC         |  |            |  |            |  |            |  |            |

A: Аланін

C: Цистеїн

D: Аспарагінова кислота

E: Глутамінова кислота

F: Фенілаланін

G: Гліцин

H: Гістидин

I: Ізолейцин

K: Лізин

L: Лейцин

M: Метіонін

N: Аспарагін

P: Пролін

Q: Глутамін

R: Аргінін

S: Серин

T: Треонін

V: Валін

W: Триптофан

Кодований геном білок за функціями належить до трансфераз, регуляторів хроматину, фосфопротеїнів. 
Задіяний у таких біологічних процесах, як пошкодження ДНК, репарація ДНК, убіквітинування білків, альтернативний сплайсинг. 
Білок має сайт для зв'язування з АТФ, нуклеотидами. 